# Lituania ai XXI Giochi olimpici invernali
La Lituania ha partecipato ai XXI Giochi olimpici invernali di Vancouver, che si sono svolti dal 12 al 28 febbraio 2010, con una delegazione di 6 atleti.

## Biathlon
| Gara               | Atleta              | Penalità    | Tempo d'arrivo | Posizione |
| ------------------ | ------------------- | ----------- | -------------- | --------- |
| 7,5 km sprint      | Diana Rasimovičiūtė | 2 (1+1)     | 21'11"2        | 25        |
| 10 km inseguimento | Diana Rasimovičiūtė | 5 (0+0+3+2) | 33'58"4        | 34        |
| 15 km individuale  | Diana Rasimovičiūtė | 3 (1+0+1+1) | 44'13"2        | 30        |

## Sci alpino
| Gara    | Atleta                | 1° manche  | 2° manche | Tempo totale | Posizione |
| ------- | --------------------- | ---------- | --------- | ------------ | --------- |
| Slalom  | Vitalijus Rumiancevas | non finito |           |              |           |
| Gigante | Vitalijus Rumiancevas | 1'27"27    | 1'29"52   | 2'56"79      | 59        |

## Sci di fondo
| Gara                   | Atleta                | Tempo d'arrivo | Posizione |
| ---------------------- | --------------------- | -------------- | --------- |
| 15 km a tecnica libera | Aleksejus Novoselskis | 38'01"6        | 71        |

| Gara              | Atleta                            | Qualificazioni | Qualificazioni | Quarti di finale | Quarti di finale | Semifinali | Semifinali | Finale | Finale    |
| Gara              | Atleta                            | Tempo          | Pos.           | Tempo            | Pos.             | Tempo      | Pos.       | Tempo  | Posizione |
| ----------------- | --------------------------------- | -------------- | -------------- | ---------------- | ---------------- | ---------- | ---------- | ------ | --------- |
| Individuale       | Aleksejus Novoselskis             | 3'47"17        | 46             |                  |                  |            |            |        |           |
| Individuale       | Mantas Strolia                    | 3'51"70        | 53             |                  |                  |            |            |        |           |
| Individuale       | Modestas Vaičiulis                | 3'52"10        | 54             |                  |                  |            |            |        |           |
| Sprint di squadra | Modestas Vaičiulis Mantas Strolia |                |                |                  |                  | 19'43"1    | 9          |        |           |

| Gara                   | Atleta           | Tempo d'arrivo | Posizione |
| ---------------------- | ---------------- | -------------- | --------- |
| 10 km a tecnica libera | Irina Terentjeva | 28'52"2        | 64        |

| Gara        | Atleta           | Qualificazioni | Qualificazioni | Quarti di finale | Quarti di finale | Semifinali | Semifinali | Finale | Finale    |
| Gara        | Atleta           | Tempo          | Pos.           | Tempo            | Pos.             | Tempo      | Pos.       | Tempo  | Posizione |
| ----------- | ---------------- | -------------- | -------------- | ---------------- | ---------------- | ---------- | ---------- | ------ | --------- |
| Individuale | Irina Terentjeva | 4'04"47        | 49             |                  |                  |            |            |        |           |